# 日夫科·托帕洛维奇

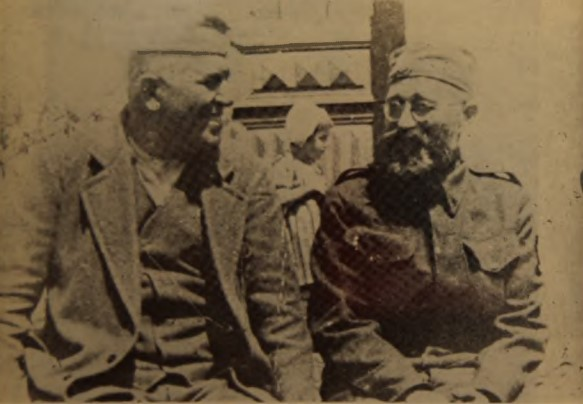
日夫科·托帕洛维奇（左）与德拉查·米哈伊洛维奇（右）交谈

日夫科·托帕洛维奇（羅馬化：Živko Topalović；1886年3月21日—1972年2月11日）是塞尔维亚和南斯拉夫的一位政治人物。他出生于塞尔维亚王国乌日策。他在贝尔格莱德的法学院攻读法律，并获得刑法博士学位。他参加过第一次巴尔干战争、第二次巴尔干战争和第一次世界大战，并获得少尉军衔。1919年，他成为南斯拉夫共产党的首任政治书记之一。1921年，他另立南斯拉夫社会党，成为其领导人。第二次世界大战期间，他成为德拉查·米哈伊洛維奇领导的切特尼克的重要成员。1946年，他被贝尔格莱德法庭以叛徒罪缺席判处20年徒刑。1972年，他在维也纳去世。